# Baie de la Lune de Miel
Pour les articles homonymes, voir Lune de miel.
La baie de la Lune de Miel (chinois traditionnel : 蜜月灣) est une petite baie située dans l’océan Pacifique, au nord-est de la côte taïwanaise dans le comté de Yilan. La baie de la Lune de Miel est prisée par les surfeurs taïwanais et étrangers.

## Géographie
La baie de la Lune de Miel se trouve dans le village de Daxi, à environ 18,5 kilomètres de Fulong. Elle dépend de la ville de Toucheng située dans le comté de Yilan. On peut y accéder par le train depuis Taipei grâce à la station de train située dans le village de Daxi.
Au Sud-Est, on peut apercevoir l’île de la Tortue, qui dépend également du comté de Yilan.
La baie de la Lune de Miel a la forme d’une demi-lune. Les rives nord et sud de la baie sont rocailleuses, entre les deux se trouve une plage couverte de sable gris et fin.
Depuis la plage il est possible d’accéder au sommet Yingshi, haut de 441 mètres, qui offre un panorama de la mer et des alentours.
La baie est également proche de plusieurs montagnes qui offrent des chemins de randonnée et on trouve près de la plage un temple appelé temple Mingshan.

## Activités
Les vagues, qui peuvent atteindre trois mètres de haut pendant la saison des typhons, sont propices au surf et au bodyboard. Des compétitions locales et nationales sont organisées tout au long de l’année. On trouve de petits stands de nourriture et de boissons le long de la plage, ainsi que des boutiques de location de planches de surf et des écoles de surf.
La plage se prête aux activités physiques telles que le beach-volley. Cependant, en raison du tourisme croissant, la baie de la Lune de Miel rencontre un problème de pollution de la plage.
De petits festivals de musique ont été organisés dans la baie en été au cours des dernières années.